# Nokotahest
| Nokotahest - korte fakta                                                                                              |
| --- |
| Oprindelse: Theodore Roosevelt National Park i North Dakota                                                           |
| Betydning: De sidste rester af den tidlige ranch- og Native American-hest, specielt udviklet på den nordlige prærie   |
| Man: ca 133-170 cm, med en gennemsnitlig højde omkring 148 (stangmål?)                                                |
| Farve: Racen er kendetegnet ved en høj andel konstantskimmel, sort, grå og overtegninger, men alle farver er tilladt. |
| Brug: Alsidig. Racen er kendt for sin sunde fysik og et godt temperament.                                             |
| Miljø: Kort græssteppe. Kontinentalt klima med temperaturer fra -40 C til 40 ° C.                                     |

Nokotahesten er en hesterace, der nedstammer fra vildheste i Theodore Roosevelt National Park, North Dakota i USA, og som engang var i almindelig brug som andre landracer. Racen har i hundreder af år været en vigtig del af kulturen i North Dakota, lakota-, dakota- og nakotafolkene (af fjender kendt som Sioux) samt blandt nybyggerne og har fået status af Honorary State Equine ("North Dakotas æreshest" el. lign.) for sin rolle i North Dakotas historie . I dag opfødes størstedelen af de tilbageværende nokotaheste i halvvild tilstand i Nokota Horse Conservancy (NHC) og i samarbejde med NHC af Leo og Frank Kuntz, der opdagede hestene, da de var på udkig efter mere robuste heste med godt temperament til brug i Great American Horse Race. NHC's raceregister skelner mellem fire typer nokotaheste: National Park Ranch (NPR), National Park Traditionel (NPT), National Park Cross (NPC) og National Park Party Blood (NPPB), som adskiller sig fra hinanden ud fra kropsbygning og grader af indkrydsning.

## Historie
Nokotahesten har fået sin særlige karakter ved i århundreder at have levet i det barske landskab i det sydvestlige hjørne af North Dakota. Vildheste omtales allerede i området da ranchdriften begyndte i North Dakota i 1800-tallet. Hestenes nøjagtige oprindelse er uklar, men vildheste blev hele tiden indfanget og sluppet løs af såvel ranchfolk som af kavaleriet og indianerne. De forskellige brugere havde dog forskellige krav til deres heste. Blandt ranchfolket og kavaleristerne var indkrydsning med fuldblod og koldblod almindeligt for at skabe en større, mere forædlet henholdsvis en mere kraftfuld hest, mens den typiske indianerpony netop var en hærdet, men fleksibel hest i pony-størrelse.
Den mest fremtrædende vesterlænding, der værdsatte indianerponnyens egenskaber, var Marquis de Mores. Han var en fransk aristokrat, der startede et ranchimperium i det vestlige North Dakota og købte 250 heste fra lakotahøvdingen Sitting Bulls besætning, som var blevet konfiskeret ved Lakotafolkets overgivelse ved Fort Buford 1881. Franskmanden og hans kone havde god nytte af hestene og bestræbte sig på at holde besætningen fri for indkrydsning. Men året efter forlod parret deres hjem i Medora, den by marquisen havde bygget op og opkaldt efter sin kone, og hestene blev solgt. Omkring 60 af hestene købt af HT Ranch, som ejedes af A.C. Huidekoper. Han udviklede den til en af landets større hesterancher, og hestene dér kunne videregive deres unikke gener i avlen af heste til rancher, diligenser og polo. Hestenbranchen levede side om side og i symbiose med de vilde heste, og det var ikke ualmindeligt, at besætninger blev opblandet og delte karakteregenskaber. Nogle grupper af vildheste beholdt deres indianske ponykarakter, mens andre blev påvirket mere af ranch- og diligensehesteavlen, og i dagens nokotaheste kan man finde begge typer. Vildheste blev ofte omtalt, herunder af den amerikanske præsident Theodore Roosevelt, der drev en ranch nær Medora 1883-1886:
"Man kan finde vildheste mange steder, som – selv om de er opdrættede – enten er rømmede fra en eller anden ranch eller indianerområde, eller deres ophav er, men de er lige så vilde som de antiloper, hvis domæne de trænger ind på."
Med tiden ændredes ranchdriften i området, og det gjorde også opfattelsen af vildhestene dér. I begyndelsen af 1900-tallet betragtede man hestene som den største konkurrent til det stadig mere intensive husdyrbrug og nystartede landbrug. Mange heste blev indfanget, men kun få fik mulighed for at leve videre på farmene. Resten blev solgt til slagtning eller skudt på stedet. Fra 1930'erne og gennem 1950'erne samarbejdede statslige organer med ranchejerne om at fjerne vildheste fra vestlige North Dakota, men det lykkedes ikke helt. De heste der undslap forfølgelse var ofte den indianske ponytype, og områdets vildhestestamme genvandt efterhånden mere af den karakter som de konfiskerede heste fra Fort Buford havde. Da Theodore Roosevelt National Park blev oprettet i 1947 for at bevare karakteren af området, som det var da præsidenten var ranchejer dér, og som havde gjort så stort indtryk på ham, blev nogle hesteflokke ved en fejl lukket inde, men blev ladt i fred og kom derved til at udgøre North Dakotas sidste vildheste.
Hestene blev for en tid ladt i fred i nationalparken, men parkens ledelse hævdede, at hestene ikke var en del af den naturlige fauna og i 1970'erne blev parken undtaget fra den lovgivning der skulle  beskytte vildheste og æsler. Man beholdt en hesteflok til demonstration, men det blev snart besluttet at den ikke levede op til parkens ønsker vedrørende hestenes karakter. Parkforvaltningen fjernede derfor selektivt et antal dominante hingste, der ikke opfyldte kravene. I stedet satte man fem hingste ind, herunder to fra andre vildhestebesætninger, en tidligere rodeohest med shireoprindelse, en "quarter horse" og en araberhest.
Leo og Frank Kuntz var blevet interesseret i hestene så tidligt som i 1970'erne, da de havde købt et par heste til at bruge som avlsheste på deres ranch, og til deres foretrukne sport, terrænkapløb. Da nationalparken fortsatte med at fjerne flere og flere heste af den oprindelige type, besluttede  brødrene at købe så mange heste som muligt for at bevare racen. De to brødre mente, at hestene både havde biologisk og historisk værdi, og at de havde en utrolig udholdenhed og kondition. De undersøgte hestenes rødder og fandt da forbindelsen mellem områdets vildheste og lakotahøvdingen Sitting Bull. Brødrene viede deres liv til at beskytte hestene og opbygge stammerne igen. Indianerstammer og tilhængere af de to brødre begyndte at kræve af myndighederne at nokotahestene skulle beskyttes og ligeledes betegnes som Honorary State Equine ("Statens æreshest"). En forening til racens beskyttelse blev dog først startet 1999. Indtil da havde brødrene og deres tilhængere været racens eneste beskyttere. 
1996 viste kanalen ABC en dokumentarfilm om hestene og brødrene Kuntz' arbejde for at bevare racen, og det åbnede øjnene for mange i delstaten. Hestene lever nu under beskyttelse af foreningen Nokota Horse Conservancy, og det største antal heste ejes af foreningen og brødrene Kuntz, selv om et par private familier også har nokotaheste. I dag anses racen for at være nogenlunde reddet, så fokus er flyttet til avl af nokotaheste med høj kvalitet, så efterkommere med tiden kunne blive en særskilt ny race.
2008 passerede de første nokotaheste Atlanterhavet, hvor fire heste blev importeret til Frankrig, og siden november 2010 er der ti nokota i Sverige.

## Racebeskrivelse
Nokotahestenes udvikling fra vildheste har gjort dem særdeles modstandsdygtige og sunde. Der er mange størrelser, men de er fælles om stærke knogler og et kraftigt skrånende kryds, som set bagfra er regulært. Øjnene er store og kan – for en subjektiv betragtning – synes at udtrykke intelligens og venlighed. Nokotahesten opviser de fleste farver med sort, sort konstantskimmel og grå som de dominerende. Brun og kastanjefarvet forekommer, men ikke i samme grad. Der er også nogle blakkede med primitive tegninger som zebrastriber på benene eller ål på ryggen, dvs en mørkere stribe fra halsen, gennem manen, hen over ryggen og ned i halen. Pintoanlæg som overo, tobiano og sabino  er ret almindelige hos nokotahesten, men det er kun ved krydsninger man finder tobianoaftegning, da tobianoanlægget ikke til stede i den oprindelige vilde bestand. 
Tamme nokotaheste er arbejdsvillige og lette at komme overens med. De er venlige, pålidelige og modige heste som kan vise sig ved at de ikke straks flygter ved en uventet situation.
Mange nokotaheste viser træk fra de spanske heste, sandsynligvis et levn fra heste, der blev sluppet fri i 1600-tallet da spanske conquistadorer erobrede Amerika. En nokota kaldet Blue Moon Rising, der ejes af en kvinde ved navn Margaret Odgers, er blevet indskrevet i den officielle stambog for heste i Amerika af spansk oprindelse. Normalt menes med mustang en hest, der netop har spansk oprindelse. Men de nordlige vildheste er altid blevet beskrevet som forskellige fra de mere sydlige mustangheste. For eksempel sagde westernkunstneren Frederick Remington i 1888 om hestene på den nordlige prærie: 
"Cayuse er sædvanligvis skimmelfarvet – altid med en tendens i den retning, uanset hvor lidt. Den er stærkt bygget, stærkt muskuløs, og den eneste bronco som har et firkantet  kryds. I højden er den omkring 14 hænder, og skønt den ikke har samme aktivitetsiver som Texashesten, er den mere kraftfuld".
Nutidens nokota har bibeholdt den nordlige vildhests karakter, og derfor vil det være rigtigere at kalde den en vildhesterace snarere end en mustangrace. Mange af nokotaens egenskaber ser ud til at stamme fra flere hundrede års tilpasning til den nordlige klima. En højere kropsbygning gør det lettere at komme frem i dyb sne, tykt hovskæg beskytter huden mod sår, og konstantskimmelfarven, der normalt er lysere om sommeren og mørkere om vinteren, gør temperaturkontrol nemmere i Norddakotas ekstreme kontinentale indlandsklima.

## Eksterne kilder og henvisninger
- Wikimedia Commons har flere filer relateret til Nokotahest
- Officiel hjemmeside for Nokota Horse Conservancy
- Nokotaheste i Sverige Arkiveret 17. juni 2016 hos  Wayback Machine
- McLaughlin, Castle. The History and Status of the Wild Horses of Theodore Roosevelt National Park. Theodore Roosevelt Nature and History Association. 1989.
- Horses of the Plains: Written and Illustrated by Frederic Remington. The Century, a popular quarterly, Volume 37, Issue 3, January 1889: Horses of the Plains Arkiveret 17. december 2010 hos  Wayback Machine (engelsk)
- Sammendrag af nokotahestens historie (engelsk)